# Stanisława Drzewiecka

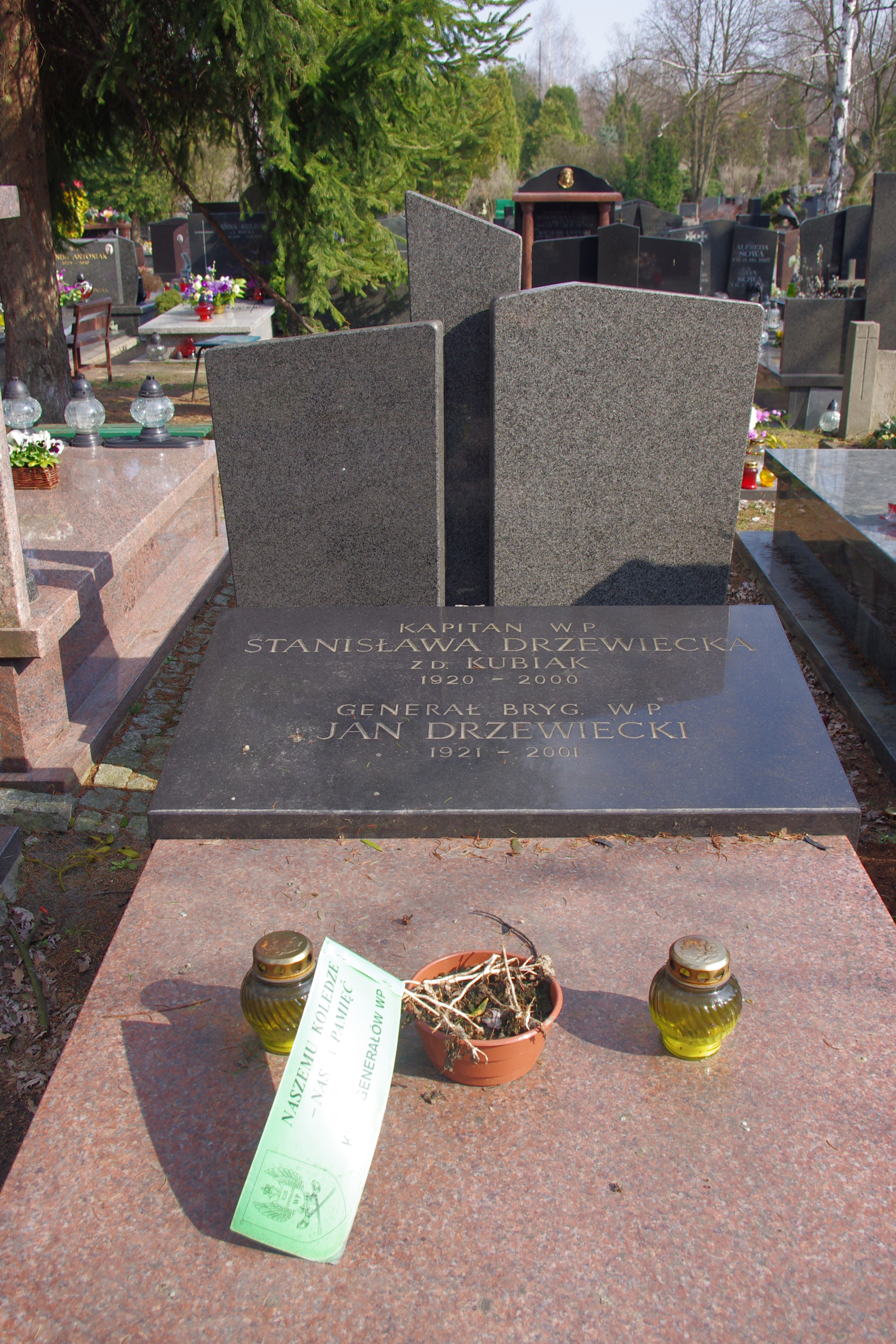
Grób gen. Jana Drzewieckiego (1921-2001) i jego żony kapitan Stanisławy Drzewieckiej (1920-2000) na Cmentarzu Wojskowym na Powązkach w Warszawie

Stanisława Drzewiecka z domu Kubiak (ur. 7 maja 1920 w Żółkwi, zm. 30 września 2000) – polska oficer, autorka pamiętników z lat II wojny światowej.
W 1943 roku ukończyła Dywizyjną Szkołę Podchorążych przy 1 Dywizji Piechoty w Riazaniu w stopniu chorążego. Od końca tego samego roku była zastępcą dowódcy 1 kompanii fizylierek 1 Samodzielnego Batalionu Kobiecego im. Emilii Plater, następnie zastępcą dowódcy 7 kompanii szkolnej Oficerskiej Szkoły Piechoty w Riazaniu. Od listopada 1944 była instruktorem polityczno-wychowawczym 3 Brygady Artylerii Haubic, została ranna w boju. Przeszła w stan spoczynku w stopniu kapitana w 1945 roku.
Autorka książki Szłyśmy znad Oki, współautorka scenariusza do filmu Rzeczpospolita babska. Małżonka generała brygady Jana Drzewieckiego. Pochowana na wojskowych Powązkach (kwatera EII-9-5).